# Манделькерн, Соломон
Соломон Манделькерн (идиш מאַנדעלקערן‎) — писатель и переводчик; псевдоним Миндалофф. Род. в 1846 году в м. Млынове Дубенского уезда Волынской губ., в хасидской семье, ум. в 1902 году в Вене.

## Биография
Получил обычное религиозное воспитание. Рано потеряв отца, М. переехал в Дубно, где дружил с хасидами и ездил к известному цадику из Коцка и в то же время близко сошёлся с местными «маскилим», при помощи которых ознакомился с европейскими языками. Уже имея семью, М. поступил в виленское раввинское училище, оттуда перешёл в житомирское, затем окончил два факультета: восточных языков в Петербурге, юридический — в Одессе, и получил за границей диплом доктора философии. Пробыв несколько лет (1873—80) помощником общественного раввина в Одессе, М. поселился в Лейпциге, где и прожил до самой смерти.
Ещё живя в Дубне, М. стал сотрудничать в разных еврейских изд. Появившаяся в 1866 г. его библейская поэма «Bat Scheba» обратила на себя внимание; маститый поэт А. Лебенсон в стихотворении, помещенном во главе поэмы, расточал похвалы молодому автору. Не меньшим успехом пользовался вышедший в том же году сборник его сатир и эпиграмм «Chizzim Schenunim». В 1875 г. Общество распространения просвещения в России издало трёхтомный труд M. «Dibre Jeme Rusiah» — история России (уделено также внимание и истории евреев в России). Книга компилятивного характера и научной ценности не имеет, но, написанная прекрасным языком, имела успех.
Переехав в Лейпциг, М. издал два тома стихотворений «Schire Sefat Eber». He отличаясь индивидуальностью в своих стихотворениях, М. прекрасно переводил иностранных поэтов. К лучшим его переводам принадлежат: поэма Гейне «Иегуда Галеви», еврейская мелодия Байрона (Schire Jeschurun, 1890) и некоторые стихотворения Лермонтова.
Капитальным трудом Манделькерна, которому он посвятил 20 лет неимоверной работы, является прославившая его еврейско-арамейская конкорданция «Hechal ha-Kodesch» (Veteris Testamenti Concordantie, 1896). Об огромной массе труда, потраченной на это произведение, достаточно свидетельствует тот факт, что корректура книги продолжалась у Манделькерна целых пять лет. Это сочинение, в котором М. проявил как редкое трудолюбие, так и значительные филологические знания, было весьма дружелюбно принято еврейскими и христианскими учёными, и оно признаётся лучшей конкорданцией по своей точности, так как в ней исправлены ошибки и неточности, вкравшиеся в других конкорданциях, хотя она, в свою очередь, не без недостатков. Чрезмерный труд подломил умственные силы М. Пробыв некоторое время в психиатрической больнице, М. приступил к составлению другого крупного научного труда, оставшегося незаконченным, о разных вариантах библейского текста. М. много также переводил на немецкий и русский языки. На немецкий язык он перевёл рассказы В. Короленко «Слепой музыкант» и «Иом Кипур» и роман А. Мапу «Ahabath Zion» («Tamar», 1885. M. выдал его за собственный роман, не упоминая имени автора). На немецком же языке М. написал историю русской литературы. На русский язык М. перевёл: «Jewen Mezulah» Натана Гановера (Богдан Хмельницкий, 1878), басни Лессинга (1885) и издал русско-немецкий карманный словарь (1896).
Как личность, М. является раздвоенной натурой. Обнаруживая в научных исследованиях необыкновенную энергию и самоотверженное трудолюбие, он в жизни проявил полную бесхарактерность и безличие. Один из лучших стилистов в еврейской литературе, поэт и автор выдающихся научных трудов, он не внушал уважения к своей личности.